# Карликовый броненосец
Карликовый броненосец (лат. Zaedyus pichiy) — млекопитающее из семейства броненосцевых, являющееся единственным представителем рода Zaedyus.

## Описание
Длина тела составляет от 26 до 33 см, из которых длина хвоста 10—14 см, в высоту около 12 см, с 13 мм ушами. Масса составляет около 900 грамм. Он имеет тёмно-коричневый щиток на голове, массивные спинные пластины и хорошо развитые когти. Когда ему угрожает опасность, броненосец втискивается в свой маленький панцирь.

## Распространение
Карликовые броненосцы живут в центральной и южной Аргентине (Патагония), на западе — до альпийский лугов чилийских Анд, на юге — до Магелланова пролива.

## Образ жизни
Является одиночным дневным животным, населяет пастбища и сухие районы песчаных почв, где копает норы небольшой глубины. Возможно, является единственным броненосцем, который может впадать в спячку: зимой карликовые броненосцы впадают в сезонную спячку внутри своих нор до начала весны, особенно в самых южных зонах обитания.

## Питание
В основном питается беспозвоночными: насекомыми и червями. Также может питаться маленькими позвоночными, такими как мелкие ящерицы или грызуны. Иногда поедает растения и мхи.

## Размножение
Самка рожает двух или трёх детёнышей после двухмесячного периода беременности. С шестой недели детёныши начинают питаться самостоятельно, а в возрасте от 9 до 12 месяцев становятся половозрелыми. Самый большой известный возраст карликового броненосца — 9 лет.

## Природоохранный статус
В Патагонии относительно часто охотятся на карликовых броненосцев, так как много людей ценит его мясо. Хоть в Патагонии и небольшая плотность населения, популяция представителей данного вида значительно снижается. МСОП причисляет карликового броненосца к видам, близким к уязвимому положению, ввиду интенсивной охоты и изменения естественной среды его  обитания.